# Trémont (Maine-et-Loire)
Trémont korábbi község Franciaország Loire mente régiójában, Maine-et-Loire megyében. 2016. január 1-jén hat másik korábbi községgel egyesült és Lys-Haut-Layon új község része lett.
Lakosainak száma 359 fő (2018. január 1.). Trémont Cernusson, La Fosse-de-Tigné, Nueil-sur-Layon, Tancoigné, Lys-Haut-Layon és Vihiers községekkel határos.

## Népesség
A település népessége az elmúlt években az alábbi módon változott:
| Lakosok száma | 397  | 403  | 346  | 338  | 350  | 391  | 396  | 387  | 372  | 359  |
|               | 1962 | 1968 | 1982 | 1990 | 1999 | 2008 | 2011 | 2013 | 2017 | 2018 |